# إيزابيلا سوزا
إيزابيلا سوزا هي ممثلة، مغنية وعارضة برازيلية ولدت في 13 يناير 1998.

## روابط خارجية
- إيزابيلا سوزا على موقع IMDb (الإنجليزية)
- إيزابيلا سوزا على موقع روتن توميتوز (الإنجليزية)
- إيزابيلا سوزا على موقع ألو سيني (الفرنسية)
- إيزابيلا سوزا على موقع ديسكوغز (الإنجليزية)
- إيزابيلا سوزا على موقع قاعدة بيانات الفيلم (الإنجليزية)